# Klabetan
Klabetan is een bestuurslaag in het regentschap Bangkalan van de provincie Oost-Java, Indonesië. Klabetan telt 2359 inwoners (volkstelling 2010).